# خانه حاج امیر آقا
خانه حاج امیر آقا مربوط به دوره قاجار است و در شهرستان نطنز، بخش امامزاده، دهستان خالدآباد، بافت روستای ده‌آباد واقع شده و این اثر در تاریخ ۲۸ اسفند ۱۳۸۵ با شمارهٔ ثبت ۱۸۷۶۲ به‌عنوان یکی از آثار ملی ایران به ثبت رسیده است.